# Maspalomas

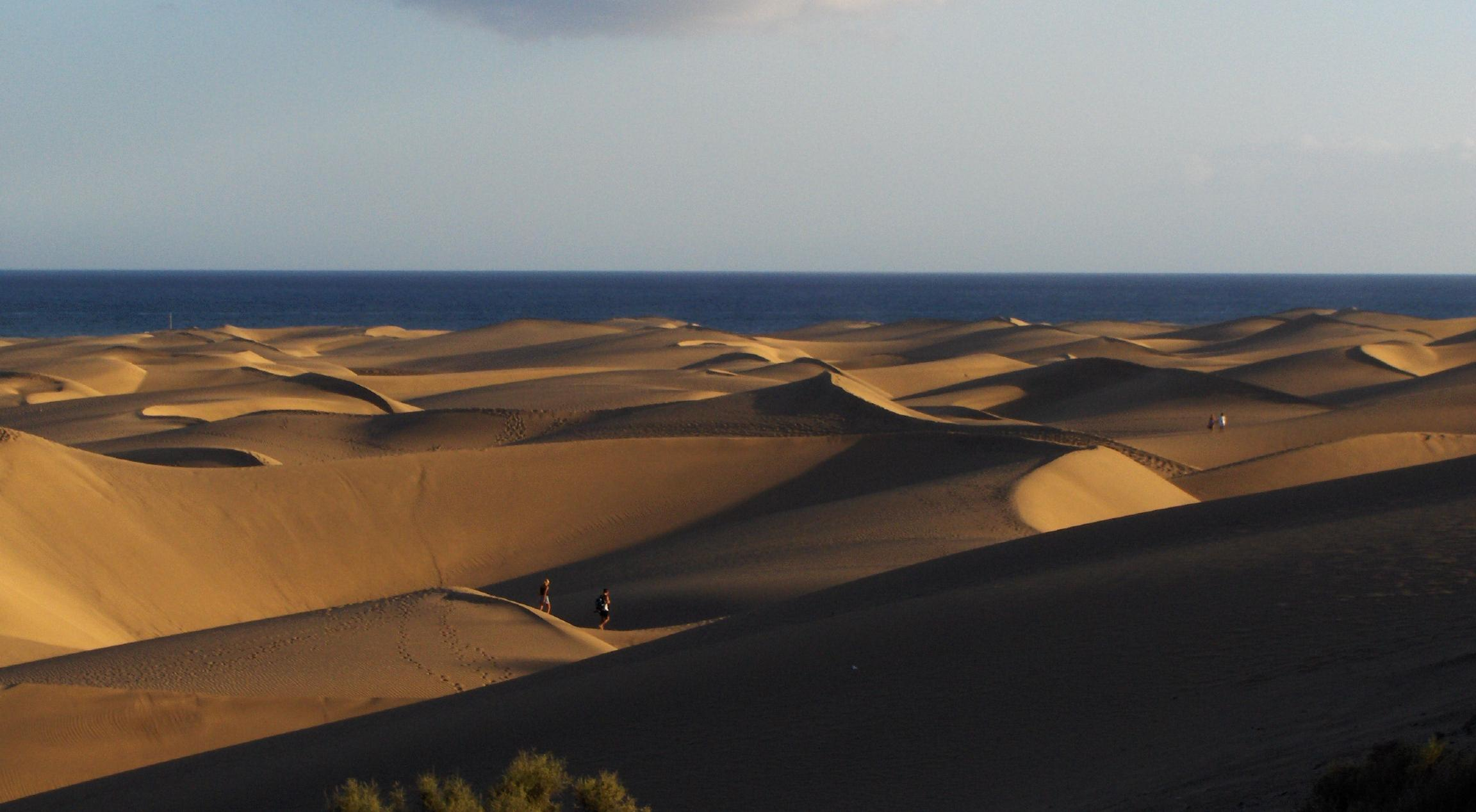
Dyn-området vid Maspalomas strand.

Maspalomas, eller Maspalomas Costa Canaria, är en turistort på ön Gran Canarias sydöstra kust. Mest känt är Maspalomas för sanddynerna, Dunas de Maspalomas, som är ett fyra kvadratkilometer stort ökenområde vid öns sydliga udde. Stranden bortom dynerna är en halvmilslång nudiststrand. Maspalomas utgör den sydligaste delen av kommunen San Bartolomé de Tirajana.
Här växer fem orter ihop:
- San Agustín
- Playa del Inglés
- San Fernando
- El Tablero
- Meloneras

Till Maspalomas Costa Canarias räknas även:
- Pasito Blanco & El Hornillo längst i väster
- Sonnenland byggt på en bergskam väster om San Fernando
- Bahía Feliz nordost om San Agustín

Motorvägen GC-1, som på 1990-talet först byggdes ut till Arguineguin och sedan även till Puerto de Mogán, skiljer El Tablero från resten av Maspalomas. På motsvarande sätt skiljer den gamla landsvägen (idag: GC-500) San Fernando från Playa del Inglés samt Sonnenland från Meloneras. Medan El Tablero och San Fernando är planerade för bofast befolkning med arbete i turistnäringen, är området söder om landsvägen utpräglat turistiskt.

## Galleri

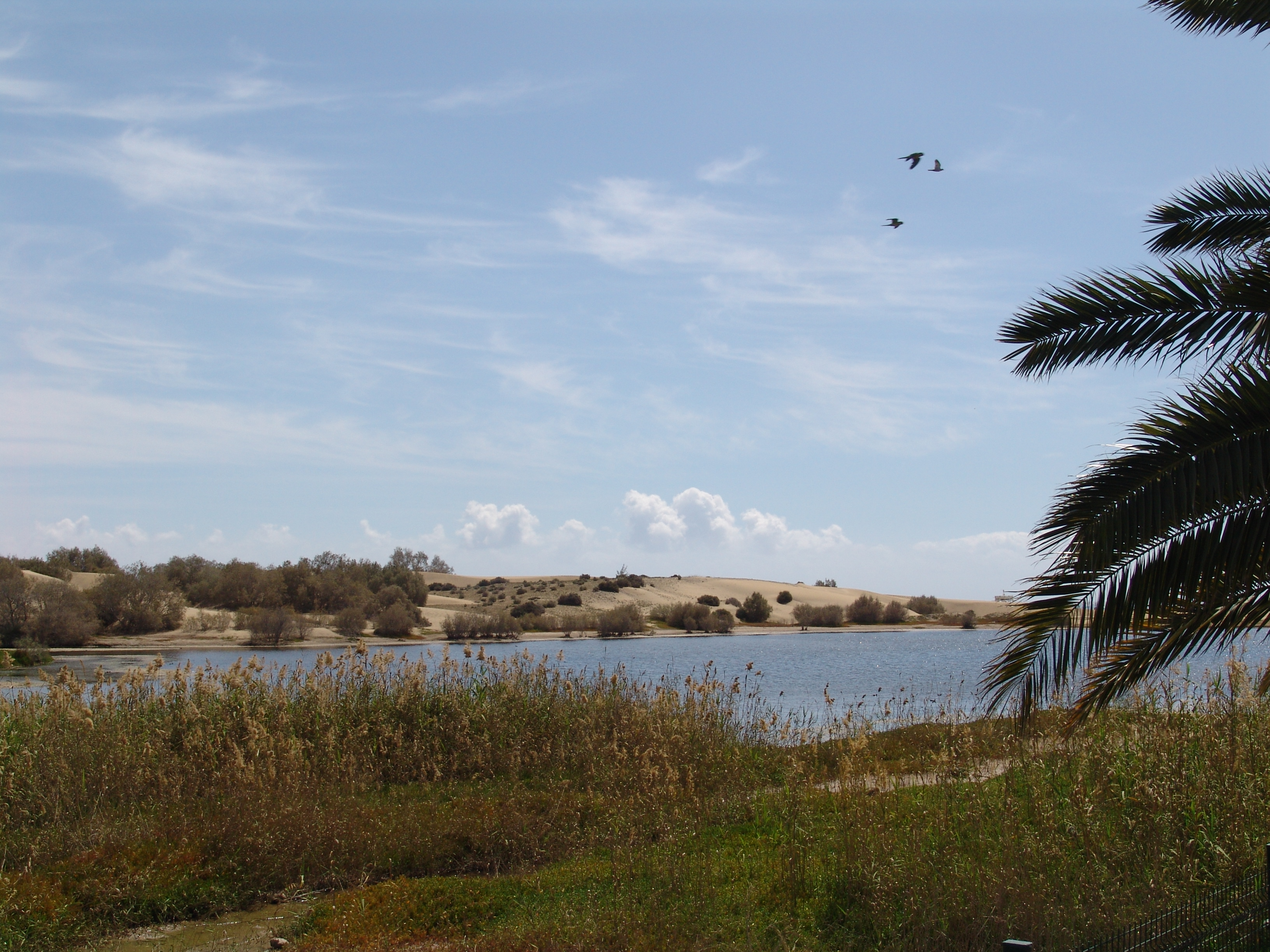
Fågelreservatet La Charca
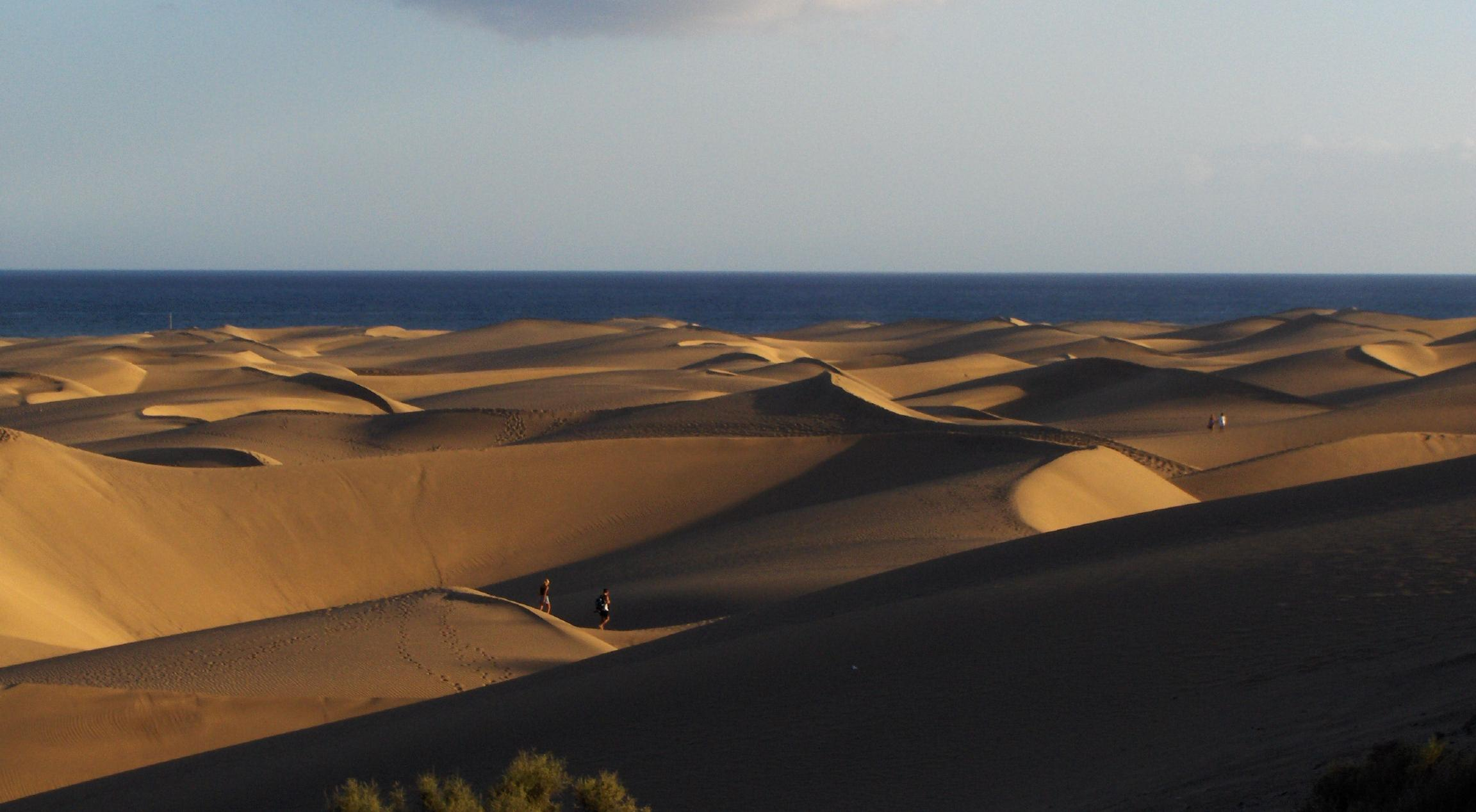
Maspalomas sanddyner
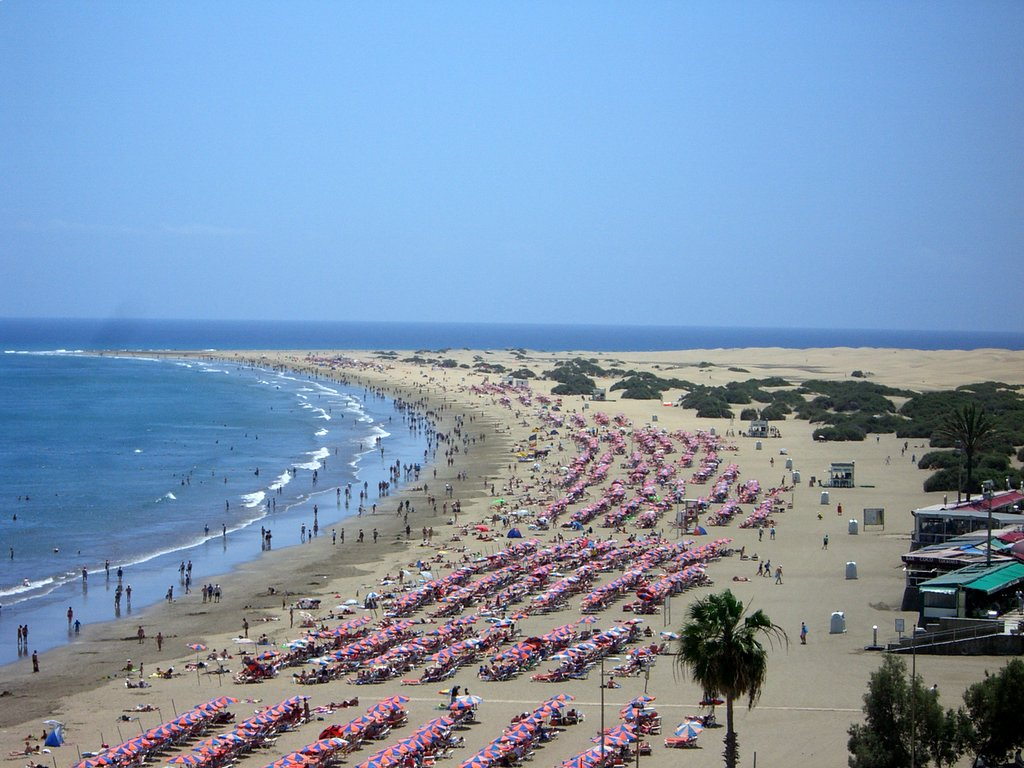
Stranden Playa del Inglés
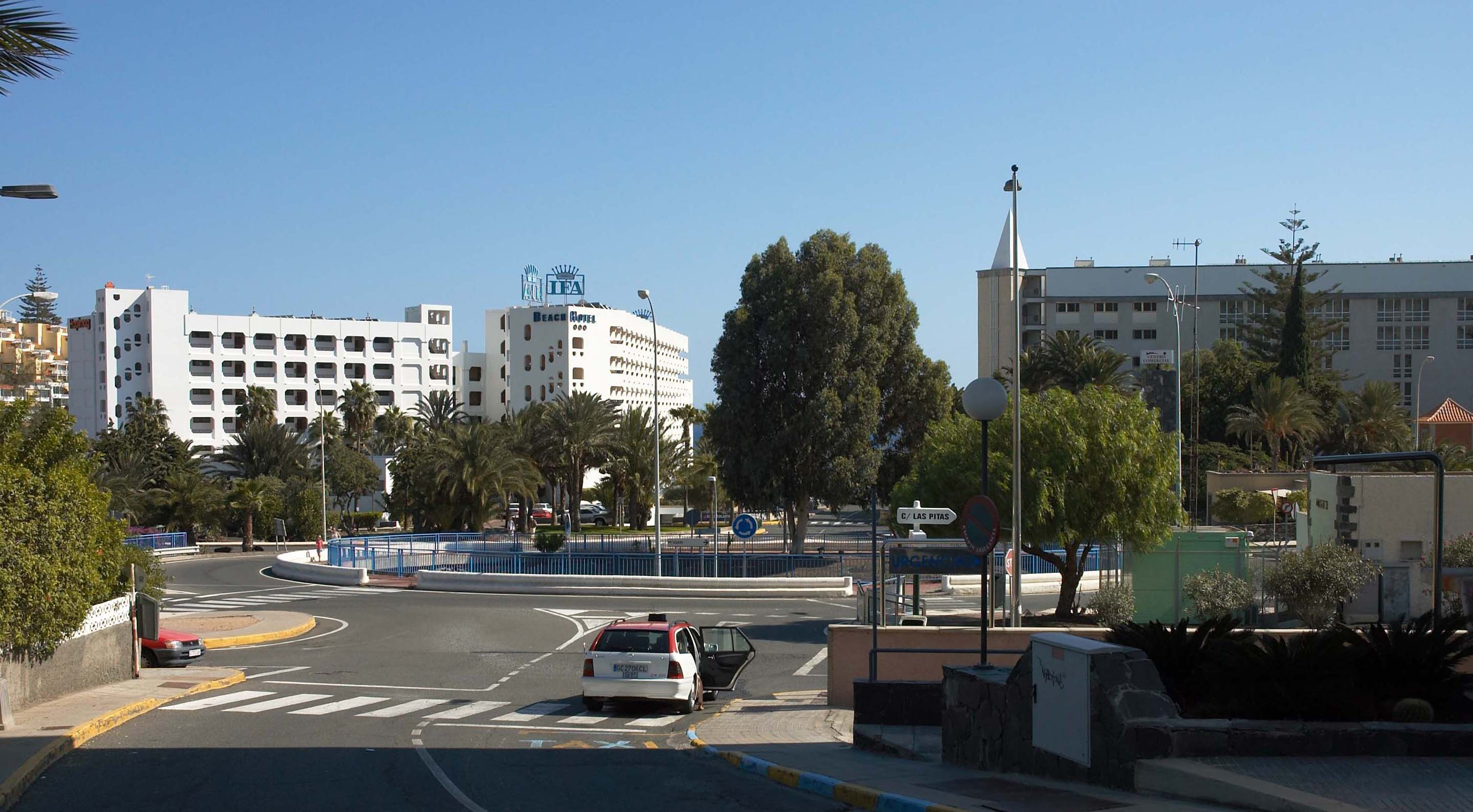
Hotell i San Agustín
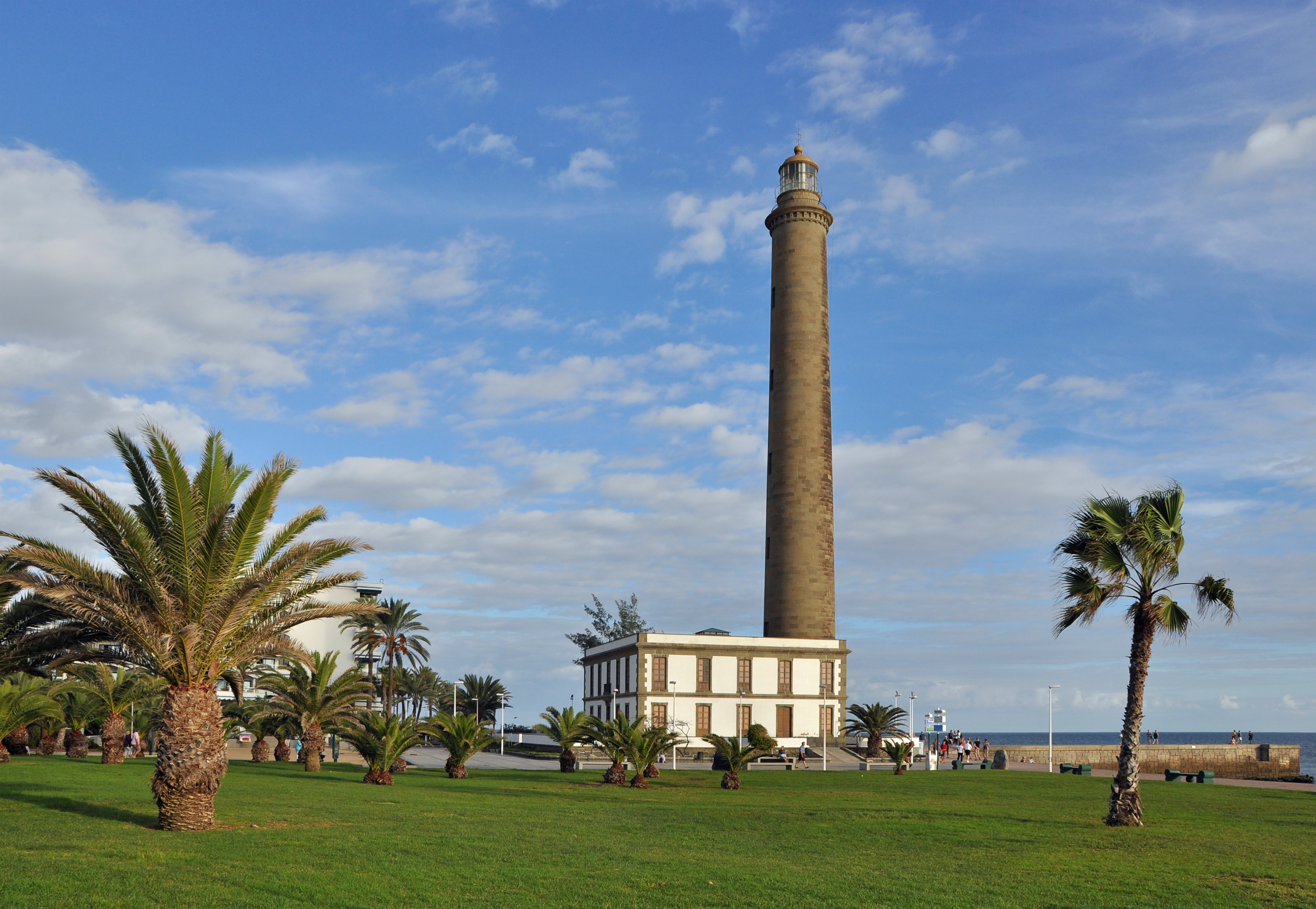
Fyren i Maspalomas
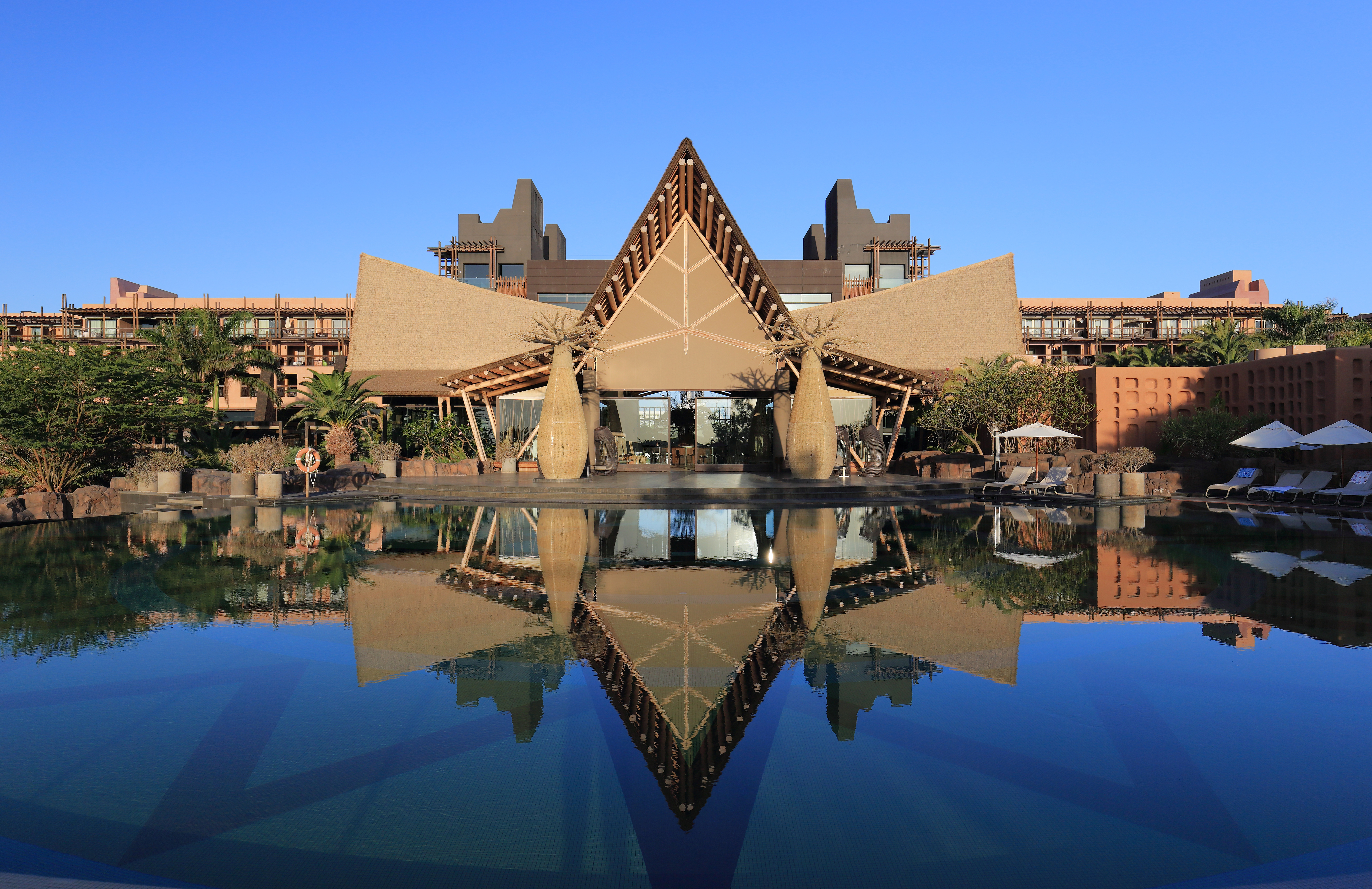
Lopesan Baobab Resort
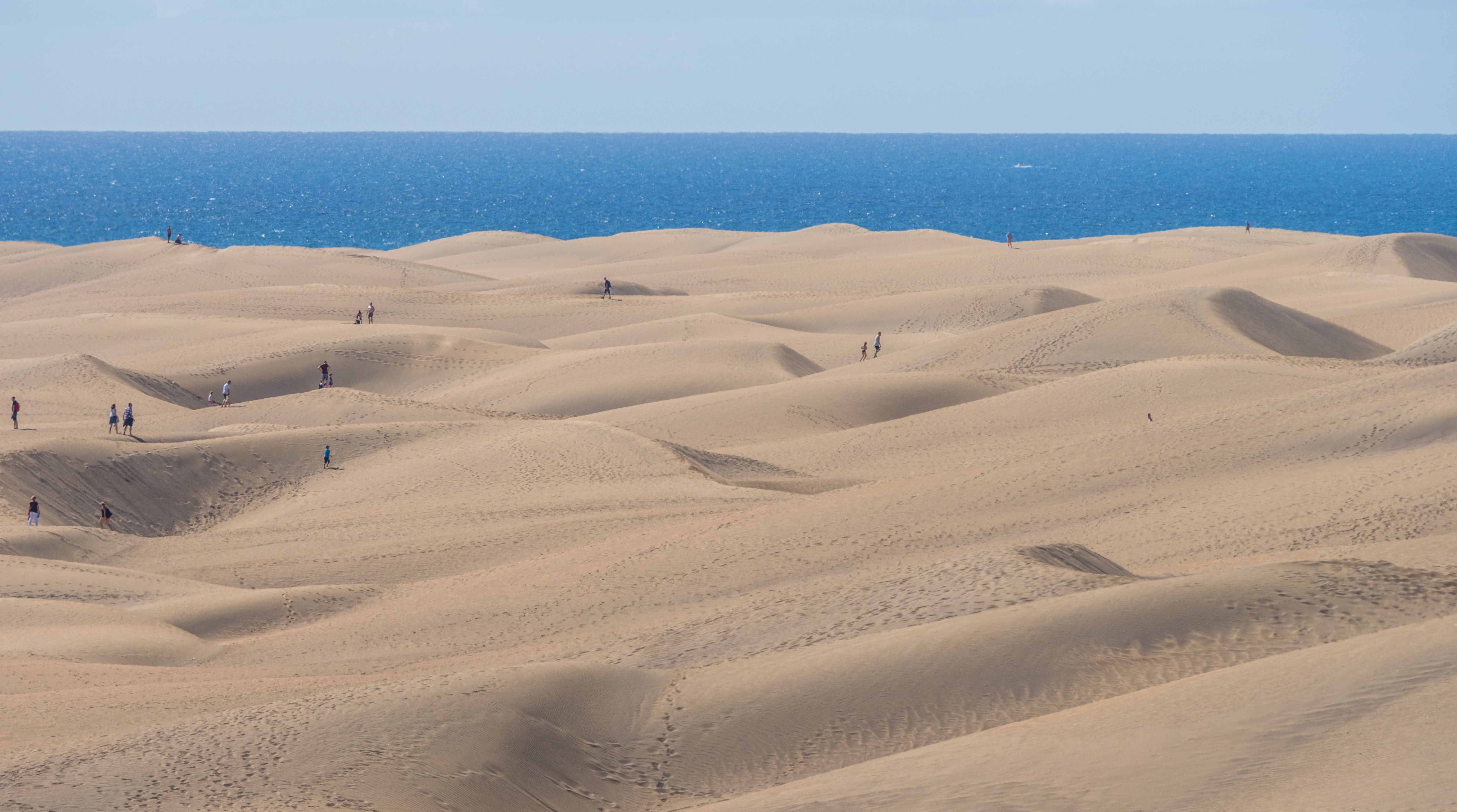
Sanddyner i Maspalomas
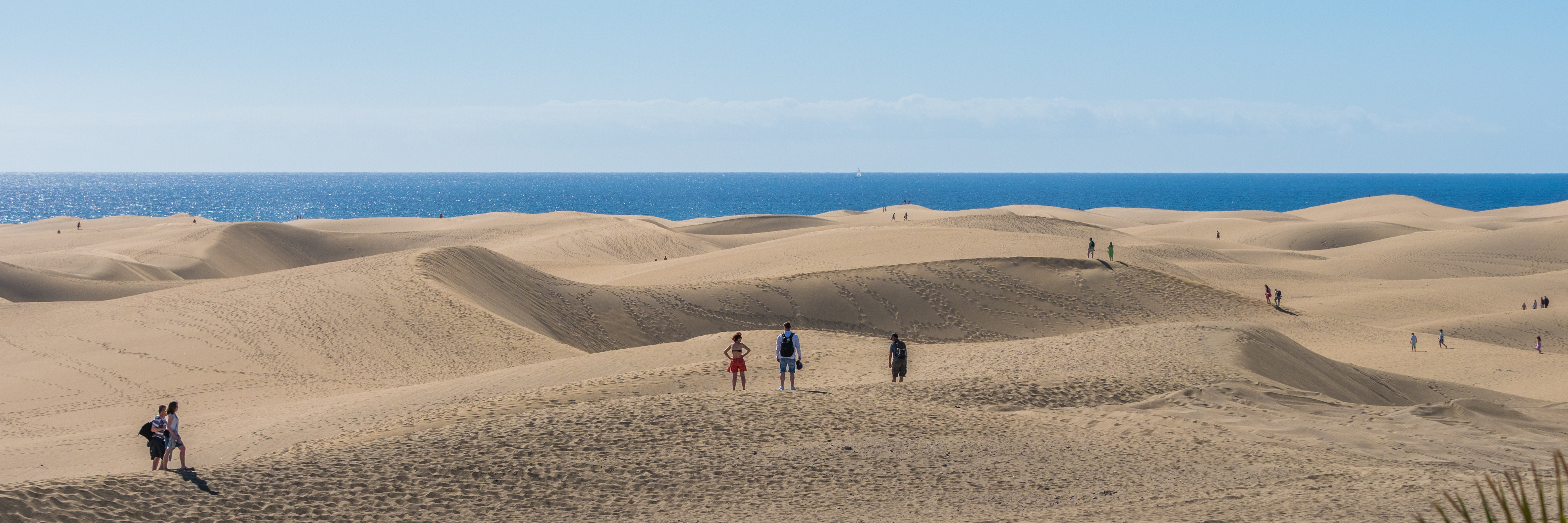
Sanddyner i Maspalomas